# Mindste fælles multiplum
Det mindste fælles multiplum af to positive heltal a og b er det mindste positive heltal som har a og b som divisorer. 
Notationen for mindste fælles multiplum af a og b er mfm(a,b), men ofte bruges[kilde mangler] også notationen fra den engelske litteratur: lcm(a,b).
De fleste har beregnet mindste fælles multiplum, idet det er dette tal der søges, når en fællensnævner til to brøker skal findes.
Det mindste fælles multiplum af og b kan beregnes ved at primfaktorisere a og b og tage produktet af den højeste forekommende potens af hvert af de primtal, der indgår i faktoriseringerne. Andre effektive metoder findes.

## Eksempel
Hvad er mindste fælles multiplum af 3 og 5?
De positive multipla af 3, er mængden:
{3, 6, 9, 12, 15, 18, 21, 24, 27, 30, 33...}
De positive multipla af 5, er mængden:
{5, 10, 15, 20, 25, 30, 35...}
De fælles fælles multipla af 3 og 5 er fællesmængden af de to mængder:
{15, 30, ...}
Det mindste fælles multiplum af 3 og 5 er således det mindste tal i fællesmængden: 15.